# Admira Wijaya
Admira Wijaya est un dessinateur indonésien vivant à Malang en Indonésie.

## Biographie
Il a notamment illustré Hercule : Les Guerres thraces, un roman graphique écrit par le Britannique Steve Moore.
En 2017, il fonde avec Sal Nut le Snaw Studio, entreprise regroupant des illustrateurs.

## Principales publications

### Bandes dessinées
- 2008, avec Steve Moore au scénario : Hercule : Les Guerres thraces, Radical Entertainment Comic (crayonnés)
- 2005- : Jagoan comic,  (concept, crayonnés et couleurs)
- 2009 : Witchblade” : Blood on the sand, Top Cow (crayonnés et couleurs)
- 2009 : Pirates Treasure, Hektar group  (crayonnés et couleurs)
- 2010 : DC Milestone forever, DC Comics (crayonnés et couleurs)
- 2011 : Gorizer, After Hour press (crayonnés et couleurs)
- 2012 : Justice League Dark n°7 et 8, DC Comics (crayonnés et couleurs)
- 2012 : Batgirl Annual, DC Comics (crayonnés et couleurs)
- 2014 : Road Force: Wrecked & Ruined, n°1, 2, 3, 4 et 6, Marvel (crayonnés)
- 2015 : Green Lantern, n°38 (crayonnés et encrage), DC Comics
- 2016-2017 : Conan The Barbarian - Comic, Dark Horse

### Illustrations pour des jeux de cartes à jouer et à collectionner
- 1995 : Legend of the Five Rings, Alderac Entertainment
- 2006 : Street Fighter,  S.N.K card system
- 2008 : King  of Fighter, S.N.K card system
- 2010 : Soulcalibur, S.N.K card system